# Meroua Mammeri
Pour les articles homonymes, voir Mammeri.
Meroua Mammeri (en arabe : مروة معمري), née le 30 août 2000, est une judokate algérienne.

## Carrière
Meroua Mammeri remporte la médaille de bronze dans la catégorie des plus de 78 kg aux championnats d'Afrique de judo 2021 à Dakar, aux Championnats d'Afrique de judo 2022 à Oran et aux Jeux panarabes de 2023.
Aux Championnats d'Afrique 2025 à Abidjan, elle est médaillée d'argent dans la catégorie des plus de 78 kg ainsi que médaillée d'argent par équipe.

## Palmarès
| Année | Compétition                                | Lieu            | Résultat | Catégorie     |
| ----- | ------------------------------------------ | --------------- | -------- | ------------- |
| 2015  | Championnats d'Afrique cadets              | Charm el-Cheikh | 3e       | Plus de 70 kg |
| 2017  | Championnats d'Afrique des moins de 18 ans | Le Caire        | 2e       | Plus de 70 kg |
| 2018  | Championnats d'Afrique des moins de 21 ans | Bujumbura       | 1re      | Plus de 78 kg |
| 2019  | Championnats d'Afrique des moins de 21 ans | Dakar           | 2e       | Plus de 78 kg |
| 2021  | Championnats d'Afrique                     | Dakar           | 3e       | Plus de 78 kg |
| 2022  | Championnats d'Afrique                     | Oran            | 3e       | Plus de 78 kg |
| 2023  | Jeux panarabes                             | Alger           | 3e       | Plus de 78 kg |
| 2025  | Championnats d'Afrique                     | Abidjan         | 2e       | Plus de 78 kg |